# ゆうき青森農業協同組合
ゆうき青森農業協同組合（ゆうきあおもりのうぎょうきょうどうくみあい、略称：JAゆうき青森、ゆうき青森農協）は、青森県上北郡東北町に本所を置く農業協同組合。

## 合併の経緯
2009年5月、おいらせ・とうほく天間・野辺地町・らくのう青森・倉内地区酪農の5農協により、上北地区農協合併促進協議会が発足。合併後の新農協の本所をJAおいらせ本店に置き、合併期日を2010年4月1日とすることを目標とした。この時点で合併が実現すると、正組合員数が約5,800人・貯金の残高が約509億円・販売高が約230億円で、このうち販売高が県内JAで第二位の規模となることを見込んだ。
その後、新農協の名称の公募を実施し、129件の応募の中から「ゆうき青森」と決定した。そして同年10月24日には、5農協が合併予備契約を調印し、11月18日にそれぞれの農協が臨時総会を開いて正式承認をするはずだった。
ところが、11月18日に5農協がそれぞれ開いた臨時総会のうち、JAおいらせの総会では、合併の承認議案についての起立による採決の結果、2/3以上の可決に必要な賛成票6票が足りず、否決された。一方、残る4農協の臨時総会では、合併各案をそれぞれ可決した。その後JAおいらせ側は総会の約1週間後、合併否決となった総会の結果を踏まえて協議会から離脱し、2年の間は単独で運営する方針を固め、その間に組合員の合併に対する理解を頂くように努力することで一致した。
これに伴って、合併準備を進めている4農協は同年12月1日までに理事会をそれぞれ開いて、残る4農協での合併を進めさせ、ゆうき青森の名称のままで使用し、本所を当初のおいらせ側からとうほく天間側に置くことで了承し、2010年4月1日の合併を迎えた。

## 沿革
- 2010年4月1日 - とうほく天間・野辺地町・らくのう青森・倉内地区酪農(信用非取扱組合)の4農協が新設合併し、ゆうき青森農業協同組合が発足。統一金融機関コードは旧：JAとうほく天間の『3469』を継承。
- 2019年1月1日 - 斗南丘酪農農業協同組合を合併[7]。

## 信用事業取扱店舗・営農センター
すべて上北郡
- 本所（旧：JAとうほく天間・本所） - 東北町素柄邸82-3
- とうほく営農センター活菜館（旧：JAとうほく天間） - 東北町日影林ノ上山479-1
- 六ヶ所支店・営農センター（旧：JAとうほく天間・六ヶ所支所） - 六ヶ所村平沼久保68-2
- 天間林支店・営農センター（旧：JAとうほく天間・天間林支所） - 七戸町森ノ上198
- 野辺地支店（旧：JA野辺地町・本所） - 野辺地町野辺地1-51
- 野辺地営農センター（旧：JA野辺地町） - 野辺地町有戸鳥井平213-1
- らくのう営農センター（旧：JAらくのう青森・本所） - 野辺地町大月平33-1